# Giuliana Benzoni
Giuliana Benzoni (Padova, 19 giugno 1895 – Roma, 8 agosto 1981) è stata una nobile italiana.
Nipote di Ferdinando Martini, amica di Maria José di Savoia, di politici e intellettuali antifascisti, svolse un ruolo non secondario nelle vicende che portarono alla caduta del fascismo e collaborò con la Resistenza italiana.

## Biografia
I Benzoni furono una famiglia di antica nobiltà milanese: nel Medioevo controllarono Crema e si trovarono in lotta con i Visconti; nel Cinquecento un Girolamo Benzoni navigò fino alle Americhe, sperando di arricchirsi, vi viaggiò per quattordici anni e lasciò un racconto delle sue esperienze, la Historia del mondo nuovo, pubblicata nel 1565; una Paola Benzoni fu la madre dell'Innominato manzoniano, ossia di Francesco Bernardino Visconti.
Il nonno materno fu il noto letterato e politico Ferdinando Martini (1841-1928), che nel 1866 aveva sposato Giacinta Marescotti: quest'ultima, a differenza del marito, notabile liberale conservatore, aveva idee socialiste e nel palazzo romano di via della Pilotta riceveva, tra i tanti che frequentavano il loro salotto, Andrea Costa e Sibilla Aleramo. 
A sua sorella Teresa, sposata con il principe Ignazio Boncompagni Ludovisi, fu affidata l'educazione della figlia Titina (Teresa) che nel 1893 sposò il marchese Gaetano Benzoni, sovrintendente delle scuderie reali, grande appassionato di cavalli. Dopo il matrimonio si trasferirono a Padova - dove nel 1895 nacque Giuliana - poi a Vicenza e a Pisa, e nacquero gli altri due figli, Giorgio e Nando.
Nell'aprile del 1919, Giuliana Benzoni si fidanzò con il militare slovacco Milan Rastislav Štefánik. Tuttavia, nel maggio dello stesso anno, mentre lasciava l'Italia da Udine per tornare a Bratislava, l'aereo su cui viaggiava precipitò e Štefánik morì in circostanze misteriose.
In occasione della prossima caduta del regime fascista i liberali progressisti preparavano le loro proposte per un accordo con la monarchia seguite con interesse da quegli ambienti del Quirinale e delle Forze armate che, più o meno apertamente, erano in rotta col regime. In particolare si adoperò in senso antifascista la principessa Maria José e la sua amica e consigliera Giuliana Benzoni. 
«È Maria José, nei mesi che precedono il 25 luglio del 1943, a intessere una fitta trama antifascista incontrando generali, vecchi notabili, giovani dirigenti delle vecchie e nuove formazioni politiche. Ed è Giuliana Benzoni, l'amica fidata, a portare il cavallo di Troia dell'antifascismo all'interno del Quirinale.»

## Opere
- Giuliana Benzoni, La vita ribelle. Memorie di un'aristocratica italiana fra belle époque e repubblica, a cura di Viva Tedesco, Bologna, Il Mulino, 1985, ISBN 978-8815008862.